# Adesmus diana
Adesmus diana là một loài bọ cánh cứng trong họ Cerambycidae.